# Spilopimpla impura
Spilopimpla impura är en stekelart som först beskrevs av André Seyrig 1932.  Spilopimpla impura ingår i släktet Spilopimpla och familjen brokparasitsteklar. Inga underarter finns listade i Catalogue of Life.